# أندريس مندييتا
أندريس مندييتا (بالإسبانية: Andrés Mendieta)‏ هو لاعب كرة قدم إسباني في مركز حراسة المرمى، ولد في 12 فبراير 1945 في ليكيايتايو في إسبانيا. لعب مع ديبورتيفو لاكورونيا ورايو فايكانو وريال مدريد.

## وصلات خارجية
- أندريس مندييتا على موقع الاتحاد الدولي (مؤرشف)  (الإنجليزية)
- أندريس مندييتا على موقع أوليمبيديا (الإنجليزية)